# 石坂元気
石坂 元気（いしさか げんき、1993年7月13日 - ）は、富山県出身の元サッカー選手。ポジションはDF。

## 来歴
小学5年生からサッカーを始め、サンフレッチェ広島ユースに加入。一学年下に野津田岳人がおり、第21回高円宮杯、高円宮杯プレミアリーグ2011を連覇。その後東洋大学に進学、2年次にフォワードからサイドバック（最初左、翌年は右）にコンバートされた。
2016年、カターレ富山に加入。同期入団の脇本晃成は広島ユース時のチームメイト。
2017年7月30日、ブリオベッカ浦安への期限付き移籍が発表された。2017年11月30日に移籍期間満了により浦安を退団し、所属元の富山からも契約満了が発表された。
その後、同年12月に行われたJリーグ合同トライアウトに出場した。
2018年、ラインメール青森FCに加入。しかし1年で退団となった。
2019年4月、現役引退が発表された。

## 所属クラブ
- 富山北FC
- サンフレッチェ広島ユース
- 東洋大学
- 2016年 - 2017年 カターレ富山
  - 2017年8月 - 11月 ブリオベッカ浦安（期限付き移籍）
- 2018年 ラインメール青森FC

## 個人成績
| 国内大会個人成績 | 国内大会個人成績 | 国内大会個人成績 | 国内大会個人成績 | 国内大会個人成績 | 国内大会個人成績 | 国内大会個人成績 | 国内大会個人成績 | 国内大会個人成績 | 国内大会個人成績 | 国内大会個人成績 | 国内大会個人成績 |
| 年度             | クラブ           | 背番号           | リーグ           | リーグ戦         | リーグ戦         | リーグ杯         | リーグ杯         | オープン杯       | オープン杯       | 期間通算         | 期間通算         |
| 年度             | クラブ           | 背番号           | リーグ           | 出場             | 得点             | 出場             | 得点             | 出場             | 得点             | 出場             | 得点             |
| 日本             | 日本             | 日本             | 日本             | リーグ戦         | リーグ戦         | リーグ杯         | リーグ杯         | 天皇杯           | 天皇杯           | 期間通算         | 期間通算         |
| ---------------- | ---------------- | ---------------- | ---------------- | ---------------- | ---------------- | ---------------- | ---------------- | ---------------- | ---------------- | ---------------- | ---------------- |
| 2016             | 富山             | 27               | J3               | 0                | 0                | -                | -                | 0                | 0                | 0                | 0                |
| 2017             | 富山             | 27               | J3               | 3                | 0                | -                | -                | 0                | 0                | 3                | 0                |
| 2017             | 浦安             | 33               | JFL              | 11               | 1                | -                | -                | -                | -                | 11               | 1                |
| 2018             | 青森             | 13               | JFL              | 18               | 0                | -                | -                | 1                | 0                | 19               | 0                |
| 通算             | 日本             | 日本             | J3               | 3                | 0                | -                | -                | 0                | 0                | 3                | 0                |
| 通算             | 日本             | 日本             | JFL              | 29               | 1                | -                | -                | 1                | 0                | 30               | 1                |
| 総通算           | 総通算           | 総通算           | 総通算           | 32               | 1                | -                | -                | 1                | 0                | 33               | 1                |

- Jリーグ初出場 - 2017年6月3日 J3 第11節 対SC相模原戦（富山）88分